# Lovište
Lovište je naselje na Hrvaškem, ki upravno spada pod občino Orebić; le-ta pa spada pod Dubrovniško-neretvansko županijo.
Lovište je manjše turistično urejeno naselje na zahodu polotoka Pelješac. Leži na južni obali zaliva Luka na skrajnem severozahodnem delu polotoka na koncu lokalne otoške ceste, ki naselje povezuje z Orebićem, od katerega je oddaljeno okoli 18 km. Prebivalci se ukvarjajo s poljedelstvom (pridelujejo fige, mandlje, rôžiče), vinogradništvom, ribištvom in turizmom. Sedanje naselje so leta 1855 ustanovili priseljenci z otoka Hvar. V času rimske vladavine je bila tu vmesna postaja na pomorski komunikaciji Corcyra nigra (Korčula, grško Korkyra Melaina) - Narona (Vid pri Metkoviću). Iz tega obdobja so bile odkrite sledi rimske vile rustike. Naselje starih Slovanov pa je bilo verjetno postavleno v 9. stoletju.

## Demografija
| Pregled števila prebivalcev po letih | Pregled števila prebivalcev po letih | Pregled števila prebivalcev po letih | Pregled števila prebivalcev po letih | Pregled števila prebivalcev po letih | Pregled števila prebivalcev po letih | Pregled števila prebivalcev po letih | Pregled števila prebivalcev po letih | Pregled števila prebivalcev po letih | Pregled števila prebivalcev po letih | Pregled števila prebivalcev po letih | Pregled števila prebivalcev po letih | Pregled števila prebivalcev po letih | Pregled števila prebivalcev po letih | Pregled števila prebivalcev po letih |
| ------------------------------------ | ------------------------------------ | ------------------------------------ | ------------------------------------ | ------------------------------------ | ------------------------------------ | ------------------------------------ | ------------------------------------ | ------------------------------------ | ------------------------------------ | ------------------------------------ | ------------------------------------ | ------------------------------------ | ------------------------------------ | ------------------------------------ |
| 1857                                 | 1869                                 | 1880                                 | 1890                                 | 1900                                 | 1910                                 | 1921                                 | 1931                                 | 1948                                 | 1953                                 | 1961                                 | 1971                                 | 1981                                 | 1991                                 | 2001                                 |
| 0                                    | 0                                    | 0                                    | 12                                   | 9                                    | 109                                  | 216                                  | 0                                    | 184                                  | 193                                  | 208                                  | 187                                  | 196                                  | 242                                  | 244                                  |